# خورخي غونسالفيس
خورخي غونسالفيس (بالبرتغالية: Jorge Miguel Dias Gonçalves‏) هو لاعب كرة قدم برتغالي، ولد في 31 أكتوبر 1983 في فيلا نوا دغايا في البرتغال. لعب مع أتليتيكو كلوب دي برتغال وراسينغ سانتاندير وفيتوريا دي غيماريش ونادي أولهانينسي ونادي فيتوريا سيتوبال ونادي ليتشويس.

## وصلات خارجية
- خورخي غونسالفيس على موقع قاعدة بيانات كرة القدم.إي يو (الإنجليزية)
- خورخي غونسالفيس على موقع Soccerway.com (الإنجليزية)